# Bonellia pacifica
Bonellia pacifica är en djurart som tillhör fylumet skedmaskar, och som beskrevs av Zenkevitch, L.A. 1958. Bonellia pacifica ingår i släktet Bonellia och familjen Bonelliidae. Inga underarter finns listade i Catalogue of Life.